# Puente de hierro del parque de El Capricho
El puente de hierro del Parque de El Capricho es una construcción férrica decimonónica ubicada en los jardines homónimos de Alameda de Osuna, parte nororiental de la ciudad española de Madrid. Construido en 1830, es el puente de hierro más antiguo de España.

## Historia

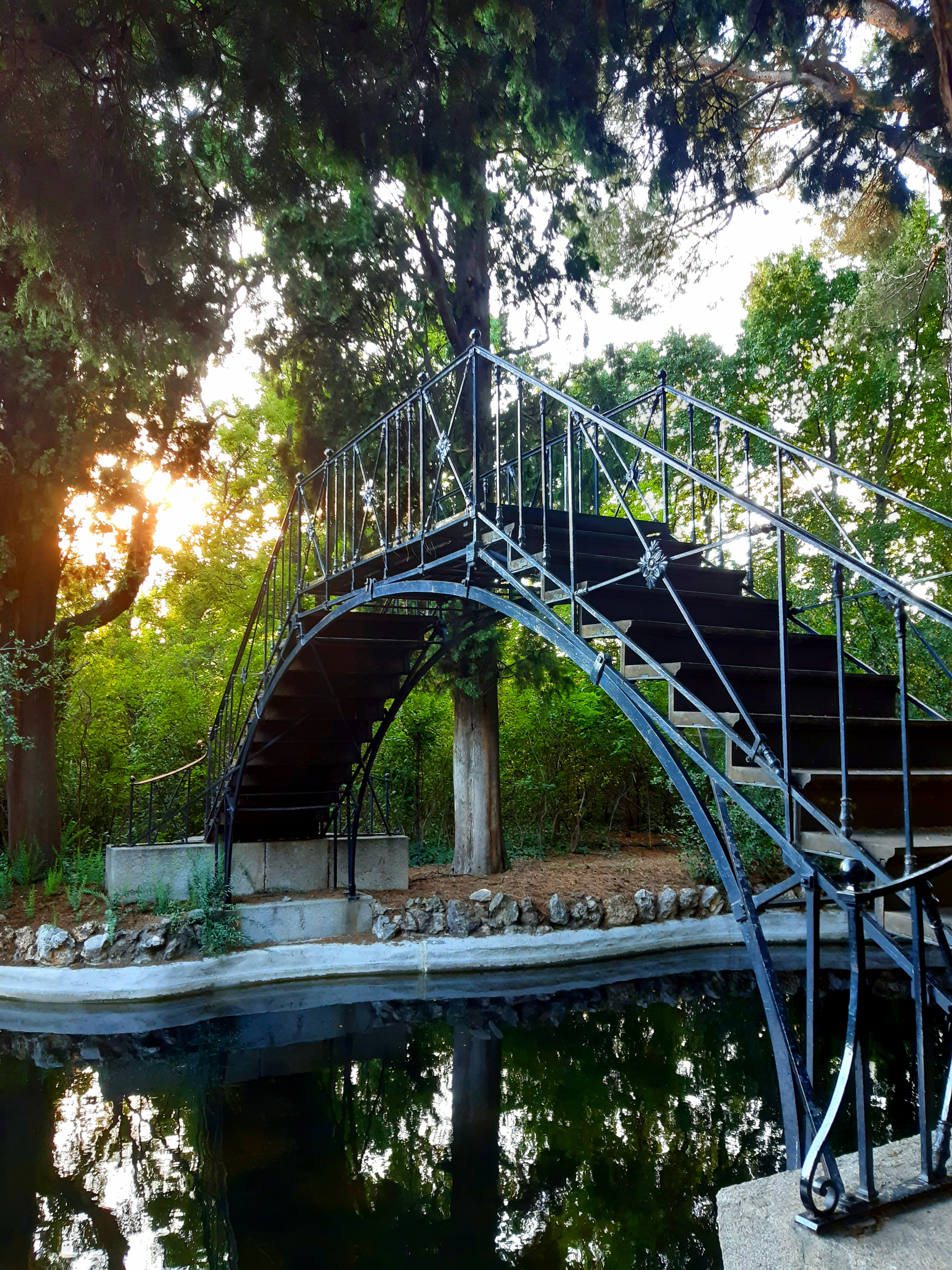
El puente de hierro al atardecer

Este pequeño puente fue levantado dentro de la antigua finca de El Capricho, concebida como una zona de recreo por su propietaria, María Josefa Pimentel, duquesa de Osuna (1752-1834). Se trata de una de las últimas construcciones realizadas en este recinto ajardinado, cuyas obras comenzaron en 1787 y finalizaron 52 años más tarde, en 1839.
Fue concluido en 1830, cuando la arquitectura de hierro, aplicada a la ingeniería de caminos, aún no se había extendido en España. Es el primer puente de hierro erigido en este país, si bien, por sus reducidas dimensiones y escasa complejidad técnica, está consideración suele recaer sobre el Puente de Triana (iniciado en 1842), en Sevilla, obra de mucha mayor envergadura.
Con respecto a los restantes puentes de hierro de la Comunidad de Madrid, el de El Capricho se anticipa en 38 años al edificado en Fuentidueña de Tajo (empezado en 1868), el siguiente en antigüedad de la región madrileña.

## Descripción
El Puente de hierro del parque salva una pequeña ría, que recorre los jardines de esta finca histórica. Presenta un trazado muy simple, que, en cierto sentido, emula el diseño de los puentes venecianos.
Dos arcos de hierro sostienen una sencilla estructura metálica, sobre la que se elevan dos rampas de madera, confluyendo ambas en un rellano horizontal, igualmente de madera. Dada la inclinación de las rampas y su consiguiente elevación sobre el curso de agua, cada una de ellas tiene instalada una escalera, realizada en hierro. Una barandilla completa el conjunto.